# 麥基 (印第安納州)
麥基（英語：Mackey）是一個位於美國印第安納州吉布森縣的城鎮。

## 人口
根據2010年美國人口普查的數據，麥基的面積為0.22平方千米，當中陸地面積為0.22平方千米，而水域面積為0.00平方千米。當地共有人口106人，而人口密度為每平方千米482人。